# Gaëlle Legube
Pour les articles homonymes, voir Legube.
Gaëlle Legube est chercheuse en biologie fondamentale. Actuellement, elle est directrice de recherche en biologie moléculaire au CNRS  au Centre de biologie intégrative de Toulouse.
Ses travaux de recherche portent sur les processus de réparation de l’ADN et sur le développement de nouveaux traitements du cancer.

## Travaux de recherche
En 2003, elle a soutenu une thèse, sous la direction de Didier Trouche, sur la régulation de l'histone acétyltransferase TIP60 à l'université Paul Sabatier de Toulouse. Elle réalise ensuite un post-doctorat a l'EMBL à Heidelberg, dans l'équipe de Asifa Akhtar. Elle crée son équipe de recherche à Toulouse en 2011. 
Ses travaux de recherche portent sur l'ADN et notamment sur la réparation des cassures dites "double brins" de l'ADN, qui peuvent s'avérer très toxiques pour les cellules quand elles sont mal réparées, pouvant être à l'origine de mutations et de réarrangements des chromosomes. Ses travaux contribuent à la recherche sur le cancer .

## Prix
En 2012, elle est récompensée par la médaille de bronze du CNRS qui est remise a titre d'encouragement aux premiers travaux de recherche des jeunes scientifiques travaillant dans des établissements publics français. 
En 2019, elle reçoit le Prix Bettencourt Coups d'élan pour la recherche française, aux côtés d'Yves Gaudin et de deux autres scientifiques de l'INSERM. 
Le 26 novembre 2019, elle reçoit le prix de cancérologie de la Fondation Simone et Cino Del Duca. Ce prix, récompensant un chercheur de moins de 45 ans, est doté de 15 000 euros. 
En 2020, elle reçoit la médaille d'argent du CNRS. Elle est élue membre EMBO en 2023, et reçoit le prix Raymond Rosen de la fondation pour la recherche médicale et le Prix de la Fondation Allianz-Institut de France en 2024.